# Renanthera matutina
Renanthera matutina es una especie de orquídea con hábitos terrestres y epifitas.

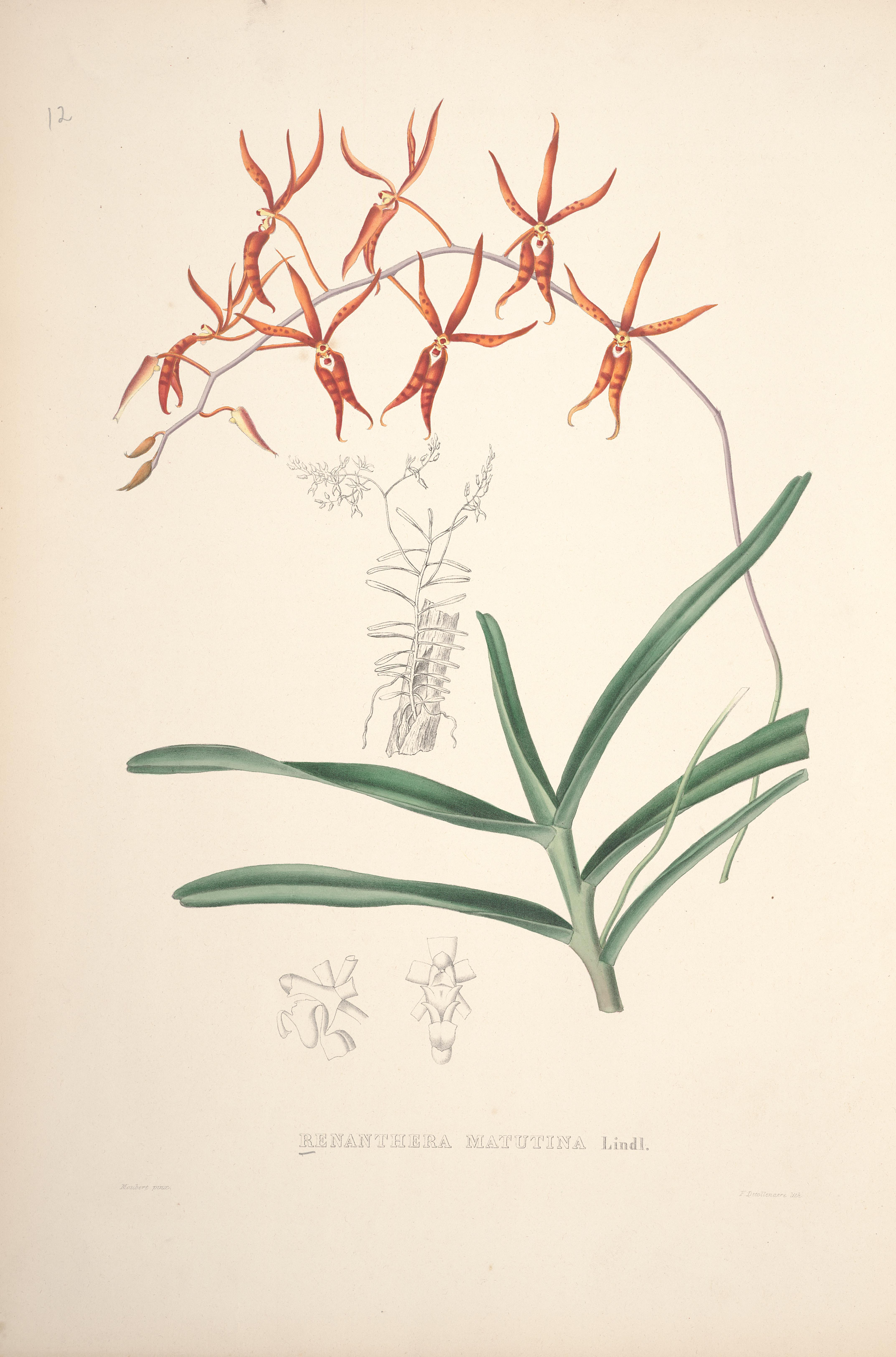
Ilustración

## Descripción
Renanthera matutina es una orquídea monopodial epifita y terrestre que produce largos tallos pendulares de 60-80 cm de longitud, donde se encuentran las inflorescencias. Las flores numerosas son de color rosa-amarillo. con puntos rojos.

## Distribución y hábitat
Se encuentra en Tailandia, Sumatra, Isla de Java, Borneo y Malasia en las tierras bajas y bosques mixtos montanos en elevaciones de 100 a 600 metros donde crece como una liana. 

## Taxonomía
Renanthera matutina fue descrita por ((Poir.) Lindl. y publicado en The Genera and Species of Orchidaceous Plants 218. 1833.
Sinonimia
- Epidendrum matutinum Poir. (basónimo)
- Aerides matutina (Poir.) Blume
- Nephranthera matutina (Poir.) Hassk.
- Renanthera angustifolia Hook.f.
- Renanthera matutina var. breviflora Rchb.f.[3][4]